# أواب (مسلسل)
أواب  مسلسل دراما يمني ، من اخراج عبدالرحمن محسن دلاق عبدالله حسن الوشلي، وإنتاج مؤسسة الامام الهادي، بطولة سلطان الجعدبي وعبدالكريم المتوكل وعبدالرحمن الجوبي وطارق السفياني وعبد الناصر العراسي وعادل سمنان والكثير من فنانين الدراما اليمنية والمسلسلات اليمنية لعام 2025 في رمضان.

## القصة
تدور أحداث مسلسل "أواب" حول الشخصيات التي تعيش في بيئة معظمها تحديات وصراعات في المجتمع اليمني. كما يطرح العمل الصعوبات التي يواجهها شخصيات المسلسل لحل مشاكل الظلم والصراعات فيهما بينهم في سياق درامي كوميدي. الفضائية اليمنية.

## طاقم العمل
- سلطان الجعدبي.
- عبدالكريم المتوكل.
- عبدالرحمن الجوبي.
- طارق السفياني.
- عبد الناصر العراسي.
- عادل سمنان.
- صالح المطري.[10]
- محمد الحاكم
- أنور الشرفي
- هاشم الديلمي
- اصيل الغفري
- وضاح الراعي
- ابراهيم قطينة
- رمزي الأنسي
- عبدالله الحبيشي